# Espineta cellablanca
L'espineta cellablanca (Sericornis frontalis) és una ocell de la família dels acantízids (Acanthizidae).

## Hàbitat i distribució
Habita zones de sotabosc dens i matolls a les zones properes a la costa de l'oest, sud i est d'Austràlia, incloent algunes illes de l'estret de Bass.

## Taxonomia
En època recent s'han separat algunes subespècies en una nova espècie: Sericornis maculatus.